# 派恩格羅夫鎮區 (密歇根州)
派恩格羅夫鎮區（英語：Pine Grove Township）是位於美國密歇根州范布倫縣的一個行政鎮區。

## 地方資料
派恩格羅夫鎮區的面積為90.70平方千米，當中陸地面積為89.20平方千米，而水域面積為1.50平方千米。根據2020年美國人口普查的數據，當地共有人口2994人，而人口密度為每平方千米33.01人。